# Quiliano
Quiliano este o comună din provincia Savona, regiunea Liguria, Italia, cu o populație de 6.849 locuitori (1 ianuarie 2023) și o suprafață de 49,92 km².

## Demografie
Quiliano - evoluția demografică

|  | Graficele sunt indisponibile din cauza unor probleme tehnice. Mai multe informații se găsesc la Phabricator și la wiki-ul MediaWiki. |

Date: Recensăminte sau birourile de statistică - grafică realizată de Wikipedia